# Anna Noé
Anna Noé (* 11. August 1989 in Berlin) ist eine deutsche Fernsehmoderatorin.

## Leben
2009 schloss Noé das Abitur am Martin-Behaim-Gymnasium in Nürnberg ab. Es folgten ein Praktikum beim Franken Fernsehen sowie ein Volontariat im Funkhaus Nürnberg bis 2012. Daraus ging sie als Moderatorin der Morning Show des Radiosenders Hit Radio N1 hervor, die sie von 2013 bis 2016 betreute. Von 2014 bis 2018 war sie als Moderatorin beim Pay-TV-Sender Sky bzw. Sky Sport News tätig. Neben ihrem Bachelor-Studium des Medien- und Kommunikationsmanagements, das sie 2018 abschloss, war sie zwischenzeitlich für Energy München als Moderatorin sowie für Jochen Schweizer Group als PR & Influencer Marketing-Managerin tätig. 2019 bis 2020 folgte eine Moderationstätigkeit beim Telekom-Fan-Battle mit FC-Bayern-München-Spielern wie Joshua Kimmich, Niklas Süle und David Alaba. 2021 wurde bekannt, dass sie als Moderatorin zu Sky Sport News zurückkehrt.
Noé lebt zusammen mit ihrem Mann in Saudi-Arabien.